# Pont-à-Celles
Pont-à-Celles (wa. Pont-a-Cele) – miejscowość i gmina w Belgii, w Regionie Walońskim, w prowincji Hainaut, w okręgu Charleroi. 1 stycznia 2024 r. liczyła 17 650 mieszkańców.

## Podział administracyjny
W skład gminy wchodzi sześć dzielnic (section):
- Buzet
- Liberchies
- Luttre
- Obaix
- Thiméon
- Viesville